# Charlotte Piepenhagen

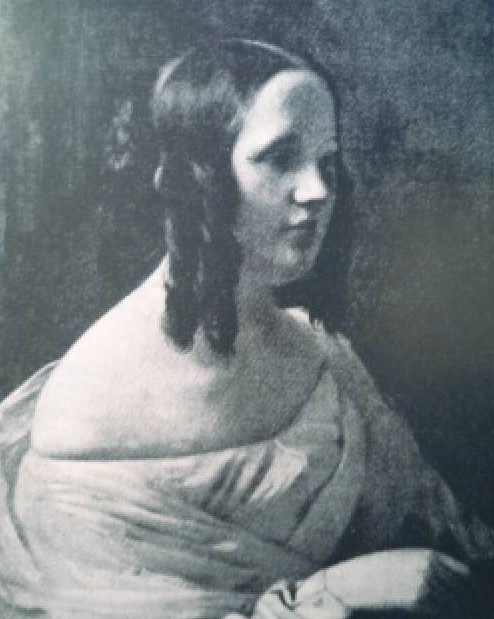
Charlotte Piepenhagen

Charlotte Karolina Ludmilla Piepenhagen, verheiratete Weyrother, verheiratete Mohr von Ehrenfeld (* 19. Oktober 1821 in Prag; † 3. Januar 1902 ebenda), war eine böhmische Landschaftsmalerin.

## Familie
Charlotte Piepenhagen war die zweitälteste von vier Töchtern des Landschaftsmalers August Piepenhagen und dessen Ehefrau Kateřina († 1850). Zu ihren Schwestern gehörte die Malerin Louise Piepenhagen (1825–1893). 
Um 1852/1853 heiratete Charlotte Piepenhagen den Schriftsteller Klemens von Weyrother (1809–1876) und 1879/1880 den Oberst Karl Mohr von Ehrenfeld (1812–1885). Die Ehen blieben kinderlos.

## Leben
Charlotte Piepenhagen erhielt ihre künstlerische Ausbildung beim Vater. Ab 1840 nahm sie regelmäßig an den jährlichen Ausstellungen des Kunstvereins für Böhmen (tschechisch Krasoumná jednota) in Prag teil. Sie beschickte auch die Weihnachtsausstellungen von Concordia, einem Verein deutscher Schriftsteller und Künstler in Böhmen.
1853/1854 reiste sie mit ihrem verwitweten Vater und ihrer Schwester Louise nach Deutschland, Frankreich und Belgien. 1866 unternahm die Familie erneut eine Reise nach Deutschland. Weitere Studienreisen führten Charlotte Piepenhagen in die Alpen und nach Italien (1881, 1884). Von dem Wiener Maler Heinrich Hollpein wurde sie porträtiert.
Zwischen 1872 und 1886 stellte Charlotte Piepenhagen regelmäßig im Wiener Künstlerhaus aus. Bei der Weltausstellung 1873 in Wien präsentierte sie in der österreichischen Abteilung eine kärntnerische Landschaft in Öl. Auch an der 1. Impressionisten-Ausstellung in Paris 1874 nahm sie teil. Bei der Weltausstellung Paris 1878 zeigte sie das düster-romantische Gemälde Wasserfall.
1888 kaufte Charlotte Piepenhagen ein Haus in Prag, wo sie eine Privatschule eröffnete und den Rest ihres Lebens wohnte. Sie starb 1902 im Alter von 80 Jahren in Prag und wurde im Familiengrab in Olšany bestattet. Aus ihrem Nachlass wurde eine nach ihr benannte Stiftung zur Förderung von Landschaftsmalern finanziert.
2009/2010 fand in der Nationalgalerie Prag eine katalogbegleitete Ausstellung zu den Künstlern August, Charlotte und Louise Piepenhagen statt.

## Werk

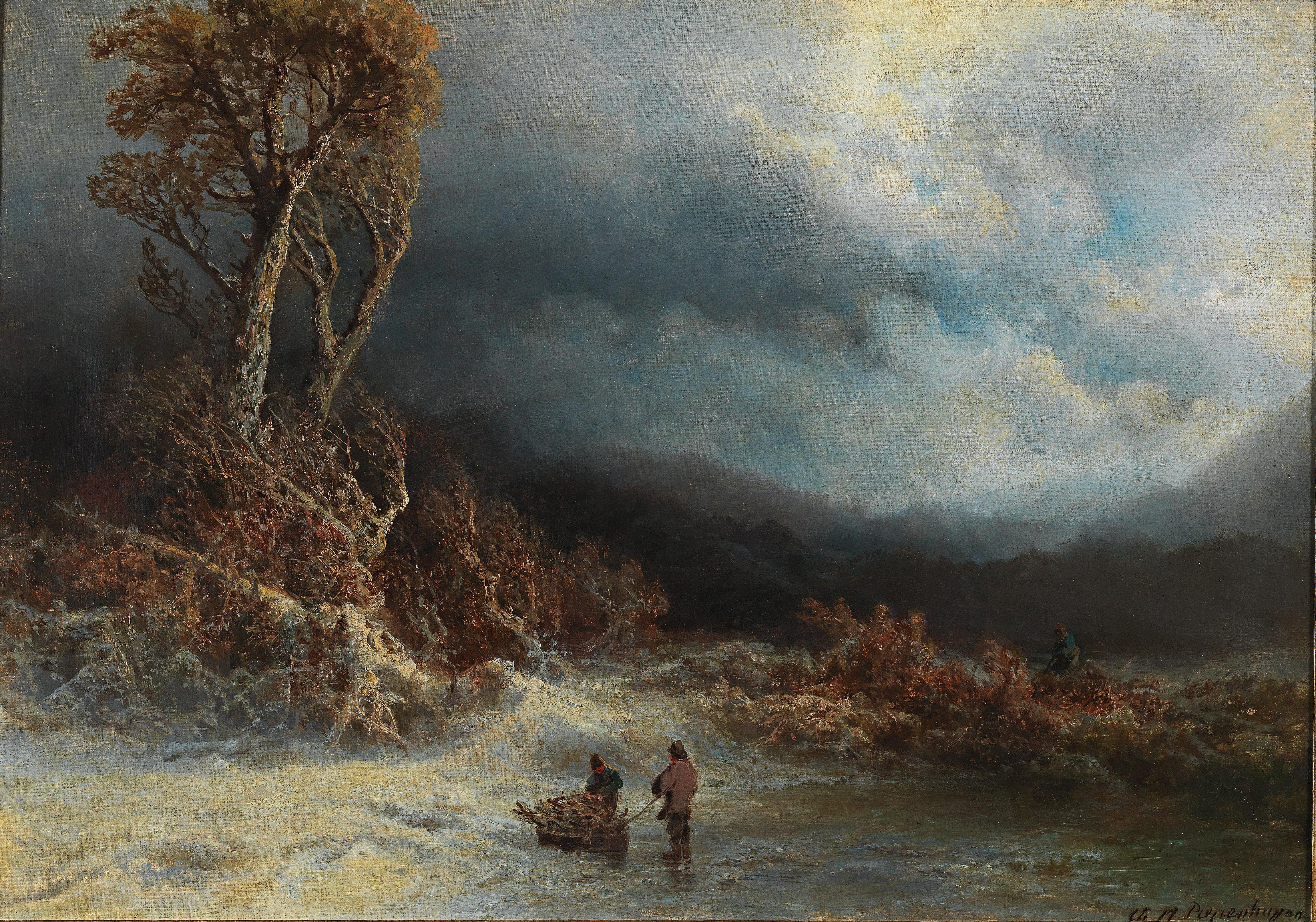
Winterlandschaft mit Holzsammlern

Charlotte Piepenhagen war fast ausschließlich als Landschaftsmalerin tätig. Dabei knüpfte sie thematisch und stilistisch an das Werk von August Piepenhagen an. Sie malte bevorzugt romantische Szenen wie Ausblicke von den Alpen auf Wälder, Bergpfade und Wasserfälle, meist bei stürmischem Wetter. Während andere zeitgenössische Künstler völlig realistische Landschaftsbilder malten, blieb sie ihrem mittlerweile anachronistischen Stil treu. Trotzdem waren ihre Gemälde sehr gefragt und erzielten überdurchschnittliche Preise.
Werke von Charlotte Piepenhagen befinden sich unter anderem in der Sammlung der Nationalgalerie Prag.
Werke (Auswahl)
- Landscape with a Footbridge at Moonlight, 1850er Jahre, Öl auf Leinwand, Signatur unten links „Ch. W. Piepenhagen“, Nationalgalerie Prag[9]
- Waldpartie bei Sturm, Öl, Ausstellung 1867 des Österreichischen Kunstvereins[10]
- Mondlandschaft, Öl, Ausstellung 1876 des Österreichischen Kunstvereins[11]
- Partie aus dem Salzkammergute, 1867 Ausstellung der Gesellschaft patriotischer Kunstfreunde, Prag
- Der Obermannhardtsee in Kärnthen, Öl, Weltausstellung 1873
- The Motif from Tyrol (Waterfall, By the Mountain Stream), 1879, Nationalgalerie Prag
- Wasserfall, 1879 Ausstellung Münchner Glaspalast
- Waldidyll. Zwei Kühe am Bach, signiert „Ch. v. M.-Piepenhagen“, 1886 Berliner Jubiläumsausstellung[12]
- Gebirgssee, zwischenzeitlicher Eigentümer Maler Robert Krausse, Dresden, durch den sächsischen Kunstverein 1893 (Gewinn vom Kunstverein für Böhmen in Prag)
- Inneres eines Hofes in Taormina
- Aus Tivoli bei Rom
- Villa Hadriana in Tivoli bei Rom und Wildbach bei Strom, Ausstellung Prag 1893[2]
- Winterlandschaft mit Holzsammlern, Öl auf Leinwand, 48,5 × 70 cm, signiert „Ch. M. Piepenhagen“[13]

## Ausstellungen (Auswahl)
- 1856: Kunstverein Bremen
- 1867, 1868, 1871, 1876: Österreichischer Kunstverein, Wien
- 1867: Kunstausstellung der Gesellschaft patriotischer Kunstfreunde, Prag
- 1873: Weltausstellung Wien
- 1874: 1. Impressionisten-Ausstellung in Paris
- 1878: Weltausstellung Paris
- 1879: Internationale Kunstausstellung München, Glaspalast
- 2004: August Bedřich, Charlotta a Louisa Piepenhagenovi, Stadtmuseum und Galerie Hlinsko v Čechách
- 2009: August Bedřich, Charlotta a Louisa Piepenhagenovi, Nationalgalerie Prag